# Obed-Edom
Obed-Edom (uitspraak: oh'bed ie'doehm) is Hebreeuws voor “Dienaar van Edom” en is een persoon uit de Hebreeuwse Bijbel.
Hij was een Leviet van de familie van Korhieten afkomstig van Gat.
Hij had zich gevestigd te Judea.
David vervoerde de Ark van het Verbond van het huis van Abinadab in Gibea bij Kiriath-Jearim. De twee zonen van Abinadab dreven de nieuwe ossenwagen waarop de ark vervoerd werd: Uzzah ging achteraan. Toen hij aan de dorsvloer van Nachon kwam, raakte Uzzah de ark aan, omdat ze wankelde. Uzzah viel op slag dood. David bracht de ark binnen in het huis van Obed-Edom. De ark bleef daar drie maanden en bracht geluk aan Obed-Edom en zijn huis. David voerde de ark dan naar Jeruzalem en plaatste ze daar in het Tabernakel. Obed-Edom zou de schatten van de Tempel van Jeruzalem bewaakt hebben. Obed-Edom zou met zijn acht zonen de zuidelijke poort bewaakt hebben.